# Ghatam

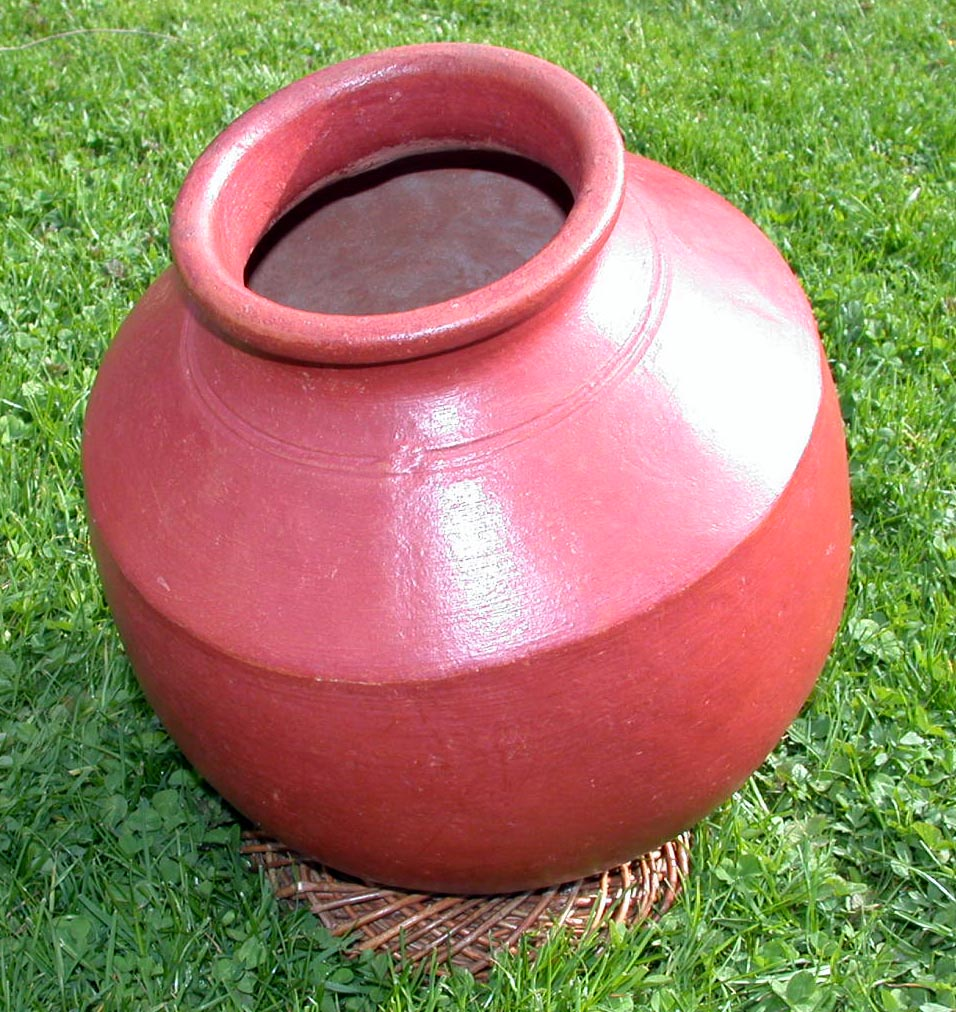
Ghatam.

El ghatam es un instrumento de percusión, usado en la música carnática de la India. Es un pote de barro; el ejecutante usa los dedos, cantos y palmas de las manos, para percutir diferentes áreas de la superficie del pote y obtener diferentes tonos y timbres. Un sonido bajo aireoso, llamado gumki, es creado percutiendo la boca del pote con la mano abierta. El ghatam usualmente acompaña al mridangam.

## Ejecutantes
Bangalore K. Venkataram, Vikku Vinayakram, Thetakudi Harihara Subhashchandran, V. Umashankar, N. Rajaraman, Robert E. Brown, Ghatam Karthik, Ghatam Suresh, T.V. Vaasan, Manjanatha, Ghatam Sukkanya Ramgopal.

## Golpes básicos
Algunas área de producción de sonido en el ghatam son la porciones baja, media y superior de la panza, así como el cuello y la boca.
- Tha - dedos medio, anular y pequeño izquierdos, unidos, sobre la panza superior.
- Kha o Di - dedos medio, anular y pequeño derechos, unidos, sobre la panza superior.
- Ti - dedo índice izquierdo, sobre la panza superior.
- Nam - dedo índice derecho, sobre la panza superior.
- Ku - dedo gordo izquierdo, sobre el cuello.
- Na - dedo gordo derecho, sobre el cuello.
- Thom - muñeca izquierda, sobre el cuello.
- Ghum - muñeca derecha, sobre el cuello.
- Gumki - mano sobre la boca > tono bajo.

## Enlaces
- Indian Music Guru, South Indian Percussion - Bringing the Art and Technology of Indian Music to the World.

- South India Percussionist Page by N. Scott Robinson

- Datos: Q859091
- Multimedia: Ghatam / Q859091